# Вокална студия "Вега"
Вокална студия „Вега“ е популярна детска поп формация, създадена през 1990 г. в Пазарджик. Неин основател, художествен ръководител и автор на преобладаваща част от репертоара е Валери Иванов – педагог, поет, композитор.
„Вега“ има многобройни записи и изяви в БНТ, БНР, „Евроком“, ТВ 7, „Диема“, РТВЦ Пловдив, радио „Пловдив“, радио „Веселина“, радио „Фокус“ и регионалните електронни медии, съвместни концертни и телевизионни участия с изпълнители, като Борис Гуджунов, Георги Христов, Богдан Томов, Валди Тотев, Деян Неделчев, Графа, Маги Джанаварова, Кристина Михайловски, Лазар Вълчев, Dr. Pit, вокалните групи: „Дъга“, „Пим-пам“, „Бон-Бон“, „Радиодеца“ и др.
В продължение на 6 месеца песента „Урок по география“ (м. Валери Иванов, т. Ивайло Диманов, Спиро Сяров) оглавява през 1995 г. националната класация „Музикална чуднотека“ на БНТ с водещ Лилия Вучкова. През 2001 г. „Вега“ издава дебютно CD и аудиокасета „Vega Stars“, отбелязвайки тържествено своя 10-годишен юбилей в Драматичен театър „Константин Величков“ – Пазарджик.
През годините „Вега“ създава хитове, като: „Мишена“ (т. Ивайло Диманов), „Искам да съм президент“, „Дядо Коледа“, „Самба“, „Мама-рап“, „Леден сън“, както и със съвременен аранжимент кавъри на „Jingle Bells“, „Twist again“, „Джоре, дос“, „Химн на Св. св. Кирил и Методий“.
Вокална студия „Вега“ преодолява успешно първата селекция за националната детска Евровизия` 2008 г., като преди това е сред финалистите на гала-конкурса „Нова детска песен 2007“ на БНР с авторската „Различни деца“ (аранж. Алекс Нушев), включена в представителния диск „Парад на детската песен` 2007“.
Със съдействието на престижното звукозаписно студио „Starlight Entertainment“, на своя 20-годишен бенефис в зала „Маестро Георги Атанасов“ – Пазарджик в 2011 г., изявени бивши участници в състава промотират втория самостоятелен албум „Вега – The best“, където са включени химните на ОУ „Проф. Иван Батаклиев“ (2004 г.) и Математическа гимназия „Константин Величков“ (2005 г.), по музика и текст на Валери Иванов.
Много от солистите на „Вега“ участват и печелят призове в престижни младежки конкурси като „Хит-1“ на БНТ, концертират и се изявяват в България и в чужбина, сред тях са Илиана Събева, Росица Гърбева, Емануела Стоева, Стелиян Иванов, Софи Серафимова, Йордан Дъбов, Светлана Велкова, Златка Райкова.
Студията преустановява активната си музикална дейност през 2010 г.